# Cardeñajimeno
Cardeñajimeno es una localidad, una entidad local menor y un municipio situados en la provincia de Burgos, en la comunidad autónoma de Castilla y León (España), comarca de Alfoz de Burgos, partido judicial de Burgos, cabecera del ayuntamiento de su nombre. Tiene un área de 12,17 km² con una población de 1205 habitantes (INE 2022) y una densidad de 64,34 hab/km².
Su nombre actual deriva de la forma "Caradenia Ximeno Piscatore", o promontorio sagrado de Simón el Pescador.
En 2015, en la aprobación por la Unesco de la ampliación del Camino de Santiago en España a «Caminos de Santiago de Compostela: Camino francés y Caminos del Norte de España», España envió como documentación un «Inventario Retrospectivo - Elementos Asociados» (Retrospective Inventory - Associated Components) en el que en el n.º 982 figura la localidad de Cardeñajimeno, con un ámbito de elementos asociados.

## Geografía
Está integrado en la comarca de Alfoz de Burgos, situándose a escasos 7 kilómetros del centro de la capital burgalesa. En su término municipal tenía su inicio la antigua autopista de peaje AP-1, por lo que allí estaba la última salida de la autovía A-1 como alternativa gratuita hacia Burgos y la carretera N-1. También es atravesado por el noreste por la carretera N-120 que une Burgos con Logroño. El relieve está muy influido por la presencia del río Arlanzón y los arroyos que en él desembocan. El pueblo se alza a 922 metros sobre el nivel del mar, llegándose hasta los 975 en alguna pequeña elevación al sur del pueblo. 
| Noroeste: Burgos      | Norte: Burgos          | Noreste: Orbaneja Riopico  |
| Oeste: Burgos         |                        | Este: Castrillo del Val    |
| Suroeste: Cardeñadijo | Sur: Carcedo de Burgos | Sureste: Castrillo del Val |

## Demografía
Cardeñajimeno cuenta con una población de 1168 habitantes (INE 2024).
| Gráfica de evolución demográfica de Cardeñajimeno entre 1842 y 2021 |
| |
| Población de derecho según los censos de población del INE. Población de hecho según los censos de población del INE.Entre el censo de 1857 y el anterior, crece el término del municipio porque incorpora a San Medel. |

| 1981 | 1986 | 1991 | 1996 | 2001 | 2006 | 2011 |
| ---- | ---- | ---- | ---- | ---- | ---- | ---- |
| 316  | 301  | 320  | 353  | 507  | 696  | 950  |

## Administración y política

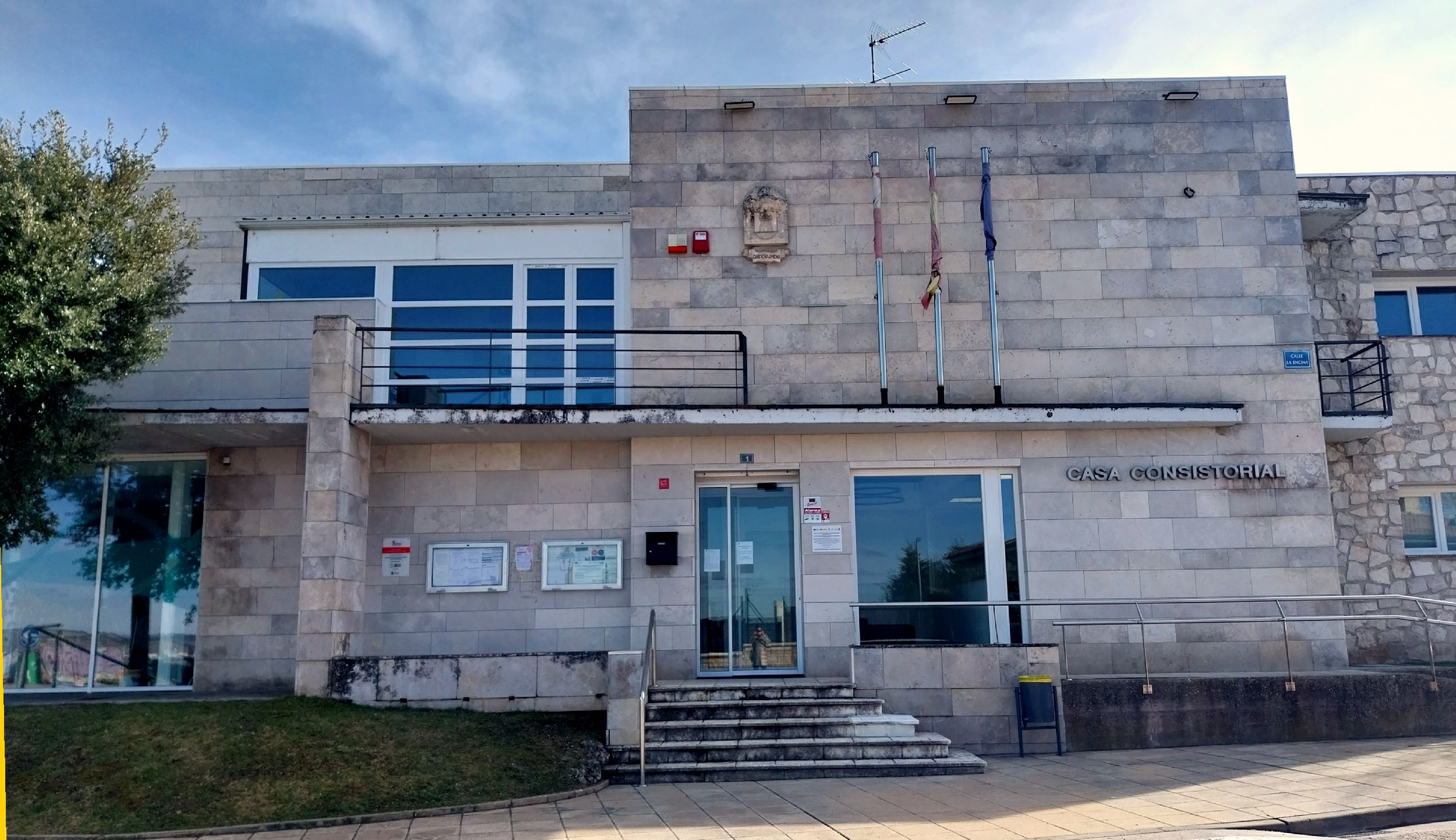
Ayuntamiento de Cardeñajimeno

El municipio lo componen dos entidades locales menores : Cardeñajimeno con 577 habitantes y San Medel con 206
Pertenece a la Mancomunidad Ribera del río Ausín y Zona de San Pedro de Cardeña así como a la Agrupación para sostenimiento de Secretario Común de los municipios de Cardeñajimeno, Castrillo del Val y Carcedo de Burgos, el número de habitantes de derecho de los municipios a agrupar, según el correspondiente padrón municipal de primero de abril de 1986, es un total de 554 habitantes, en el año de 2007 son 1843.

## Historia

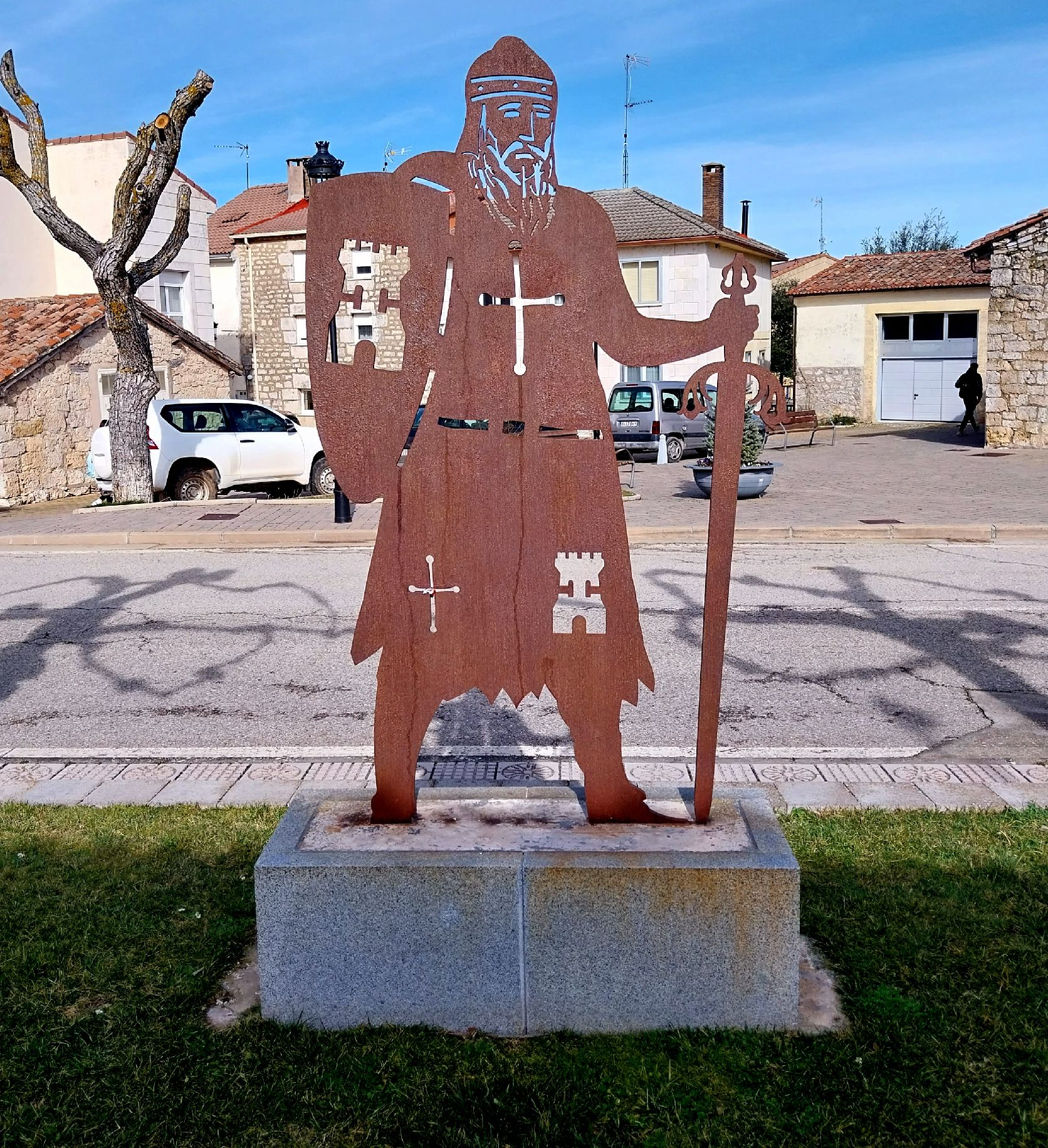
Monumento al Cid en Cardeñajimeno

Lugar que formaba parte del Alfoz y Jurisdicción de Burgos en el partido de Burgos, uno de los catorce que formaban la Intendencia de Burgos durante el periodo comprendido entre 1785 y 1833, tal como se recoge en el Censo de Floridablanca de 1787. Tenía jurisdicción de abadengo, dependiente del Monasterio de Benitos de Cardeña, con alcalde pedáneo.
Así se describe a Cardeñajimeno en el tomo V del Diccionario geográfico-estadístico-histórico de España y sus posesiones de Ultramar, obra impulsada por Pascual Madoz a mediados del siglo XIX:

Lugar con ayuntamiento en la provincia, partido judicial, diócesis, audiencia territorial y capitanía general de Burgos (1 legua). Situado en un alto; su clima es frío, pero sano, pues no se conocen más enfermedades comunes que algunos dolores de costado, pulmonías y fiebres catarrales. Tiene 47 casas de mediana construcción; escuela de primeras letras dotada con 15 fanegas de trigo, a que asisten 12 niños de ambos sexos; iglesia parroquial (la Natividad de Nuestra Señora) servida por un cura, y una fuente de buenas aguas para el consumo del vecindario. Confina N Castañares; E San Medel; S Carcedo, y O Castrillo del Val, todos a ½ legua de distancia; en su término se encuentran los extinguidos monasterio de San Pedro de Cardeña (Benedictinos), y el de la Cartuja de Miraflores. El terreno es de buena, mediana y mala calidad, le fertilizan las aguas del río Arlanzón que también mueven las ruedas de dos molinos, uno harinero y otro que a la vez muele granos y alcohol para vasijas de alfarería. Los caminos locales, la correspondencia la toma cada interesado en Burgos. Producciones: trigo alaga, mocho y blanquillo, cebada, avena, yeros y legumbres de otras clases; cría ganado vacuno y lanar, caza de perdices y codornices, y pesca de truchas, anguilas y cangrejos. Industria: los molinos indicados. Población: 28 vecinos, 102 almas. Capital productivo: 592.400 reales. Imponible: 53.419. Contribución: 2.481 reales 20 maravedíes.
Diccionario geográfico-estadístico-histórico de España y sus posesiones de Ultramar

## Monumentos y lugares de interés

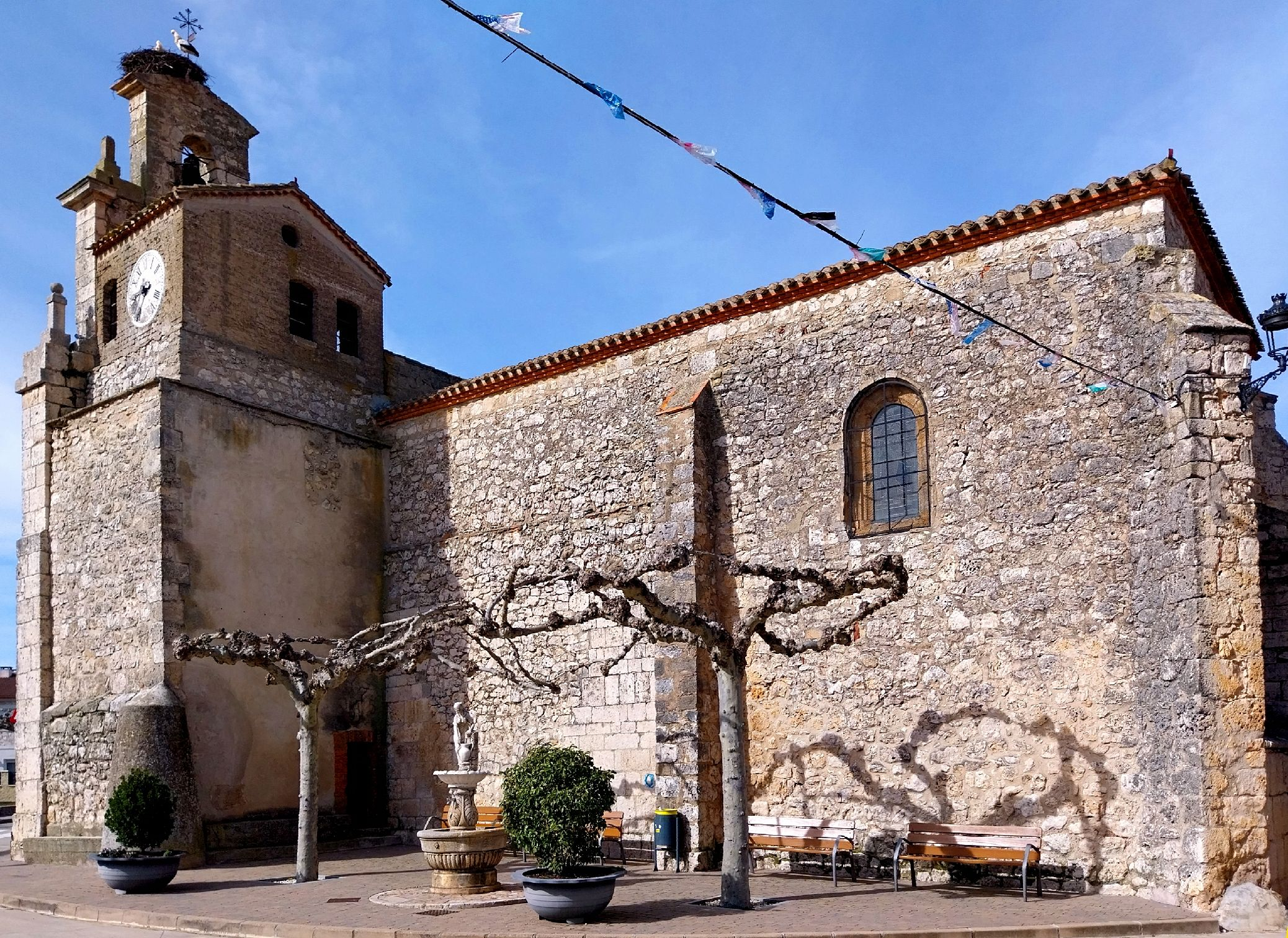
Iglesia de la Natividad de Nuestra Señora

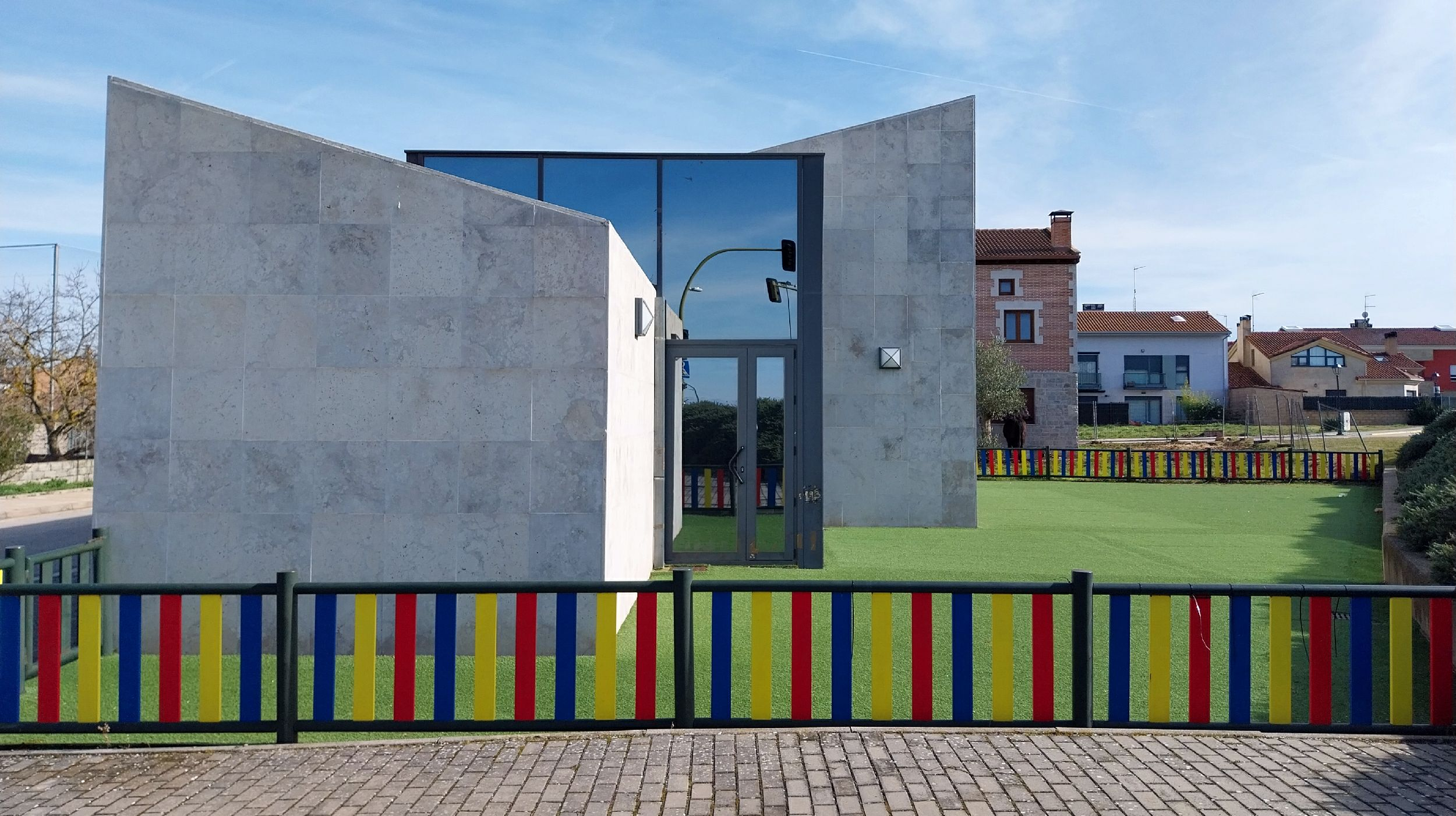
Centro Cultural de Cardeñajimeno

- Iglesia de la Asunción de Nuestra Señora.

## Cultura

### Urbanismo
Plan Regional de Ámbito Territorial del Complejo de Actividades Económicas de Burgos-Riopico. La finalidad es constituir una gran área logística-empresarial e industrial para la ciudad de Burgos y su entorno territorial inmediato, encuentra en estos planes la figura adecuada para su ordenación integrada, con incidencia territorial directa sobre los términos municipales de Burgos, Orbaneja Ríopico, San Medel y Rubena.